# Lee Redmond
Lee Redmond (Salt Lake City, 2 de fevereiro de 1941 - 14 de dezembro de 2023) foi a recordista do Guinness Book no quesito maior unha. Redmond possui 7,51 m no total, sendo 89 cm no polegar. Redmond começou a deixar suas unhas crescerem em 1979, tendo o recorde sido estabelecido em 22 de novembro de 2006. Em 10 de fevereiro de 2009 sofreu um grave acidente de carro em Utah, onde acabou se ferindo com as próprias unhas.